# Franco Petrini

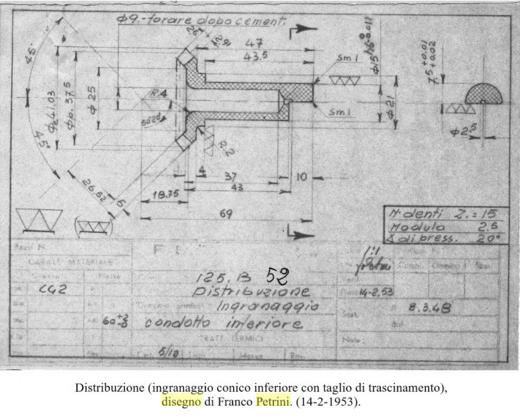
Disegno tecnico di Franco Petrini

Francesco Petrini chiamato da tutti  Franco (Imola, 10 novembre 1922 – Casalecchio di Reno, 21 febbraio 2001) è stato un disegnatore, tecnico, progettista italiano e organizzatore sportivo nell'industria motociclistica bolognese tra gli anni '50 fino alla fine degli anni '80, nonché dirigente dell'Ufficio tecnico della Morini Franco Motori.

## Biografia
Trascorre tutta la sua giovinezza a Imola, in famiglia con il padre Pietro ed il fratello Vincenzo (perse la sorella Edera ancora bambina) e la madre Lucia Dall'Alpi(la quale era una parente non troppo lontana della madre del famoso attore Gino Cervi). Frequenta l'Istituto "Alberghetti" di Imola e, giovanissimo, parte militare in Africa, partecipando tra l'altro alla battaglia di El Alamein per la quale viene decorato al merito. 
Fatto prigioniero degli Inglesi nel novembre '42, alla fine della guerra, riesce faticosamente a rientrare ad Imola, dove finisce gli studi e intraprende alcune precarie attività lavorative. Ad esempio servendo a tavola alla trattoria "da Leonida" ora famosa a Bologna, che porta ancora oggi in nome del suo fondatore dal 1946, amico fraterno. 
Conosce l'ing. Fabio Taglioni che lo indirizza e lo forma nella progettazione meccanica motoristica. L'ing. Taglioni nel 1953, lo inserisce alla Mondial, nel reparto corse, dove partecipa allo sviluppo della "125 Monoalbero": in quegli anni con le moto FB Mondial vincono diverse competizioni, Milano-Taranto, Campionato italiano, partecipano al Mondiale, guidate da Lattanzi e da  Tarquinio Provini, che rimane amico di Petrini per tutta la vita. 
Nel 1954 si sposa a Imola con Elena, gli fa da testimone il conte Domenico Carancini, direttore sportivo della Mondial. Nel 1955 nasce la figlia Franca. Durante il periodo svolto nel reparto corse, progetta  l'innovativa Mondial 125 monocilidrica e il Motore 125 ACT Distribuzione a bialbero. Nel reparto corse si occupa anche del rapporto con i fornitori e svolge una funzione di "sovrintentente". 

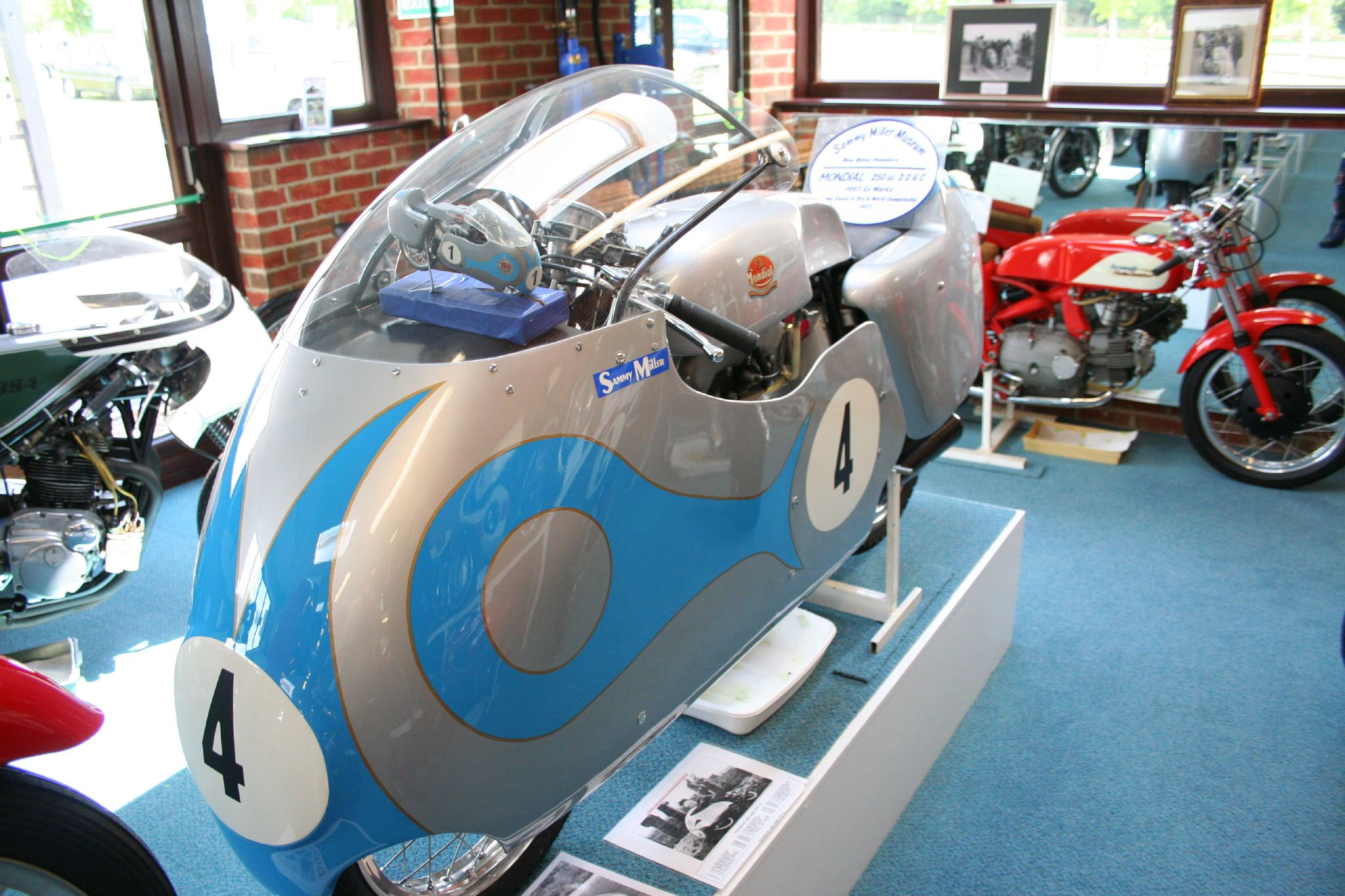
Una delle FB Mondial 250 GP con cambio progettato da Petrini

Agli inizi del 1957, in vista del Motomondiale, nel reparto corse F.B. Mondial aleggiava una forte inquietudine verso le prestazioni del nuovo cambio a 7 marce realizzato dalla CIMA di Bologna per la "250 Bialbero" con cui Provini e Sanford si contendevano il titolo iridato. Venne affidata a Petrini la progettazione di un nuovo cambio a 5 marce, che fu scelto da Sanford, mentre Provini optò per quello a 7 marce. Il progetto di Petrini si rivelò assai più efficace e Sanford si aggiudicò il titolo mondiale, davanti a Provini, fermato da continue avarie. Nel 1958 la F.B. Mondial si ritira dalle corse, in seguito al patto di astensione, e Petrini rimane nel disciolto reparto corse per fare assistenza ai piloti privati che continuavano a gareggiare con le bialbero 125 e 250. 
Nel 1959, vista l'impressionante prova di superiorità fornita dalle MZ di Ernst Degner al Gran Premio delle Nazioni, insieme ai colleghi e con la consulenza del tecnico tedesco Peter Dürr, tentano la realizzazione di un propulsore a 2 tempi da competizione, ma ricevuta la proposta di Franco Morini, nel 1960 si trasferisce a Casalecchio di Reno, nell'ufficio tecnico della Franco Morini Motori. 
Tra altre cose, negli anni '70 progetta iI motore Franco Morini da 49 cm³ per i ciclomotori così detti "tuboni" prodotti da Oscar, "College" "Mister College" "Prototipo", molto diffusi e ambiti in quei tempi dai giovani. Apprezzato progettista, godendo di grande fiducia dal titolare diventa capo ufficio tecnico e in seguito dirigente. Alla morte del fondatore, avvenuta nel 1984, Petrini rimane alla Morini Franco Motori per affiancare il figlio Maurizio Morini al rinnovamento della gamma dei propulsori a 4, 5 e 6 marce e ai nuovi motori lamellari, in collaborazione con l'ing. Aroldo Trivelli della TAU.
Insieme alla passione per i motori, coltiva in età matura la passione per il ciclismo, che pratica nel Velo Club Casalecchio e dal 1987, quando va in pensione, si dedica completamente alla moglie, alla famiglia, ai nipoti e alla bicicletta e ad un'altra antica passione che lo accompagnava da tutta la vita: la musica che amava ascoltare: il jazz, il soul, Mina, Sinatra, la bossa nova, insomma la buona musica "vera" Da dilettante suonava dignitosamente  la chitarra(che portò con sé anche nella guerra in Africa), amava imparare e suonare le canzone napoletane, anche se in compagnia faceva cantare e divertire con un po' tutta la musica dei suoi tempi di gioventù, e la figlia con le canzoni dei Cetra. Fino ai suoi ultimi giorni suona con il nipote, al quale aveva insegnato utilizzando l'espediente dello specchio, perché Michele è mancino.